# Skarmunken
Skarmunken (en same du Nord : Skárramohkki) est une localité du comté de Troms, en Norvège.

## Géographie
Administrativement, Skarmunken fait partie de la kommune de Tromsø.